# Tetracanthella sigillata
Tetracanthella sigillata är en urinsektsart som beskrevs av Louis Deharveng 1987. Tetracanthella sigillata ingår i släktet Tetracanthella och familjen Isotomidae. Inga underarter finns listade i Catalogue of Life.